# 地球温暖化への対応の動き
地球温暖化の影響は地理的にも分野的にも広い範囲におよぶため、それに対する対策もまた広い範囲におよぶ。根本的な対策として温暖化ガスの排出量の削減などの緩和策の開発・普及が進められているが、世界全体ではまだ排出量は増え続けており（AR4）、現状よりもさらに大規模な緩和を目指した努力が求められている。

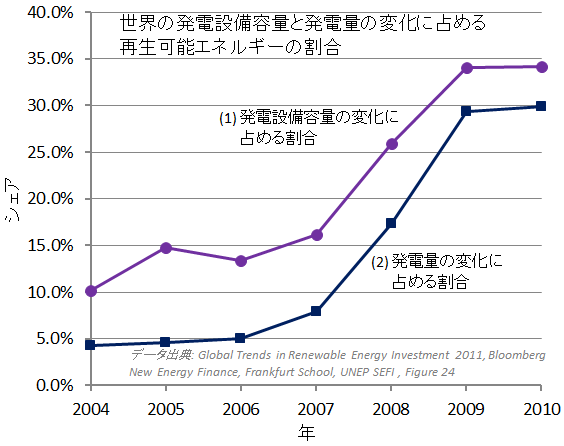
世界の発電設備容量と発電量の変化に占める再生可能エネルギーの割合（再生可能エネルギー#利用状況と見通しも参照）

## 世界各国・各地域の政策面での動き
- イギリスや旧東欧圏を含む欧州を中心に再生可能エネルギーの普及が強力な政策と共に進められている。米国でもカリフォルニア州などを中心に積極的な導入の動きが見られる。
- 原子力発電を緩和手段として普及させる動きもある。
- 水素エネルギーの開発が各国で行われている。
- 燃料電池や蓄電池などエネルギー貯蔵手段の開発が活発に行われている。
- 電気自動車などのゼロエミッション車、水素自動車、バイオ燃料などの開発が活発である。
- 内燃機関自動車 (ICEV)や火力発電の二酸化炭素 (CO2)・窒素酸化物(NOx)の排出量や、家電製品などの消費エネルギー量に対して各国で規制が強められている。

2024年にネイチャーで発表された論文によると、気温上昇を1.5℃以内に抑える（パリ協定の目標を達成する）ためには、各国政府による気候政策の強化が最も重要とされている。

## 国際協力に関する動き
地球温暖化の抑制は特定の国や地域の努力だけでは効果が限られるため、国際的な取り組みの必要性が指摘されている（AR4、スターン報告）。

### 国際的枠組み
- 気候変動枠組条約(UNFCCC)

この条約に基づく締約国会議(COP)にて排出削減量などの取り決めが行われ、国際的に大きな影響力を持つ。法的拘束力のある数値目標を定めた京都議定書もここで作成された。
- クリーン開発と気候に関するアジア太平洋パートナーシップ(APP)

米国主導で作成された、日本を含む一部の国々による枠組み。
- エネルギー安全保障と気候変動に関する主要排出国会議

米国主導で行われている、EU、中国、インドや国連を含んだ会議。
- パリ協定

京都議定書以来18年ぶりとなる気候変動に関する国際的枠組みであり、気候変動枠組条約に加盟する全196カ国全てが参加する枠組みとしては史上初。

### 途上国に対する支援
- AR4やスターン報告において、途上国に対する技術的支援の必要性も指摘されている。
- 技術支援の国際的枠組みとしてはクリーン開発と気候に関するアジア太平洋パートナーシップやIEAなどがあり、主に先進国から発展途上国に対する技術供与という形で、技術協力が始まっている。

## 日本国内の政策面での動き
- 2005年5月、小池百合子環境大臣（当時）は、「夏場の軽装による冷房の節約」をキャッチフレーズにしたクール・ビズを提唱した。この提唱はあっという間に官公庁はもとより企業にも浸透した。また冬場は着込むことによって暖房費を節約するウォーム・ビズも同年8月に環境省によって提唱された。
- 2007年5月、日本はポスト京都議定書の枠組み作りに向けて、当時の首相である安倍晋三が美しい星50を国際社会に提案した。しかし自国における具体的な削減目標は提示されなかった。
- 2008年1月、首相の福田康夫によってクールアース推進構想が発表された。主要排出国がすべて参加する仕組みを作ることや途上国に対する支援の仕組み作り、対策技術への投資などが表明されたが、削減目標は示されなかった。
- 2008年5月、日本は温暖化ガス排出削減の長期目標を現状比で2050年までに60-80%削減する方針を固めた[6]。しかしIPCC第4次評価報告書などにおいて求められている2020年ごろまでの削減割合（中期目標）については示されなかった[7]。
- 長期目標の設定に対しては一定の評価が得られたものの、G8環境相会合においては中期目標の設定を迫られた[8]。中期目標の不在に対し、国内からも批判が噴出した[9][10][11]。
- 2008年6月9日、福田康夫首相より「福田ビジョン」として排出量削減構想が発表され、2020年までに2005年比で14%減が可能との見通しが示され、具体策にも踏み込んだ内容が発表された[12][13][14]。下記のような対策内容が挙げられている[13]。
  - 革新的な太陽電池や二酸化炭素回収貯留技術、次世代原子力発電技術などの開発の加速、発展途上国への技術の普及促進。
  - 2030年までに再生可能エネルギーや原子力などの比率を50%以上に引き上げ、特に太陽光発電の普及率を2030年には現在の40倍に。新車販売の半分を次世代自動車に。
  - 2012年までに電球を全て省エネ電球へ切り替え。液晶テレビなどへの切り替え、ヒートポンプ技術や省エネ技術を組み込んだ家電製品の普及、建造物の省エネの義務化、建造物への新エネ導入の加速、長寿命住宅の普及促進、エコビジネスや環境社会資本整備の金融・資本市場の整備
  - 排出量取引、税制のグリーン化、カーボンフットプリント制度の導入など
  - 地域取り組みの推進による食糧自給率向上やバイオマスなどの再生可能エネルギー源の開発促進

福田ビジョンの発表は内外から様々な反応を呼んだが、肯定的評価の一方、削減目標の不足や政策の不備などを指摘する批判も多く見られる。詳しくは福田ビジョンを参照されたい。
- 2008年6月25日、東京都議会はCO2の排出削減を義務化する条例を成立した。原油換算で年間1,500キロリットルの消費に相当する電力を使う約1,300の大規模事業所は2010年から削減を実施し、2020年までにこの条例成立時点の3年間の平均値より15-20%の削減を目指す。オフィスと工場 が削減の対象。排出量取引によっても削減義務量を達成できない事業所には措置命令を出し、それでも達成できない場合は50万円以下の罰金を科す。[17][18] 法令や条例での義務化は日本で初めてのこと。
- 2008年頃からスーパー等で配られるレジ袋を減らす為買い物用袋を持参する所謂「マイバッグ運動」が広がり、レジ袋を有料化とした地方自治体も増えている。
- 2007年度の日本の排出量は基準年比+8.7%であり、京都議定書の約束を満たすには約14%の削減が必要となった[19]。2008年10月に「中期目標検討委員会」[20]による中期目標の検討が始められたが、2008年12月の時点ではコストを恐れる意見も相次いだ[21][22]。
- 2009年6月、麻生太郎首相は2020年の温室効果ガス削減の中期目標を、「真水」分で1990年比で-8%(2005年比で-15%)とすると発表した[23]。これは外国からの排出枠購入や森林による吸収分を含まない数値である[24]。

日本の目標に対しては、国内外から様々な反応が出ている。
- 排出権枠の購入を含まない純減分であることに対しては一定の評価も見られる。
- EUはより大きな削減幅を求めており、2005年比で-15%だけでは先進国間での合意が難しいとの指摘もある。また、環境NGOは地球温暖化の緩和に不十分だとして、より大きな削減幅を求めている。
- 途上国には目標設定に対して一定の評価を示す意見も見られる一方、削減幅が不十分として批判の声もある。
- 産業面では省エネ家電やエコカーなどへの特需が指摘される一方、途上国も削減義務を負わなければ産業の空洞化が進むとの懸念も見られる。
- むしろビジネスの機会になるとの指摘も見られる。

- 2009年6月、自民党は2050年の目標として「60～80%削減」を明記した低炭素社会法最終案を固めた[31]。
  - その一方で、2009年3月に政府与党（自民党・公明党）は世界金融危機後の景気刺激策として高速道路土休日1000円乗り放題をに決定したが、これは公共交通機関からマイカーへのシフトを促しCO2排出を増大させる可能性のあるもので、アメリカ合衆国のオバマ大統領や韓国の李明博大統領の唱える「グリーンニューディール政策」とは正反対の政策である。
  - 日本の地球温暖化対策は個人や事業所の協力に頼るところが多く[注釈 1]、政府が本気で対策で乗り出しているとは言い難い。また官庁や財界の利権や景気対策の為、地球温暖化を助長する政策すらとっており（例：高速道路のETC大幅割引等）、日本国内では経済刺激策の影でCO2削減の政策は完全に形骸化している。それを打開する為政府は闇雲に諸外国と排出量取引を進めている有様である[32]。
- 2009年の衆議院総選挙で民主党が政権を取り、首相になった鳩山由紀夫はニューヨークの国際連合本部で開かれた国連気候変動サミットで温室効果ガスの25％削減を表明したが、あまりにもその削減量が多すぎることから産業界から疑問の声が出ており、更に具体的な実行策は示さずむしろ高速道路料金無料化など削減に逆行する政策を推し進めるなどその実現に対して疑問符が投げかけられている。二酸化炭素排出量25%削減という2009年の鳩山プランと並行して、温暖化対策としての原子力発電の促進も議論された。二酸化炭素を排出しない原子力エネルギーは日本の電力需要を満たすキーであることを鳩山は認めており、鳩山内閣として国会にて地球温暖化対策基本法を可決させる予定でいた。環境大臣在任中の小沢鋭仁もこの法案に関して、原発の記載の必要を唱えていた[33]。しかし当時の内閣府特命担当大臣（消費者及び食品安全担当）であった福島みずほは、地震が頻発する日本における原発施設の安全性に懸念を示しており、この法案の閣議決定をめぐって鳩山と対立していた[34]。

結局、鳩山プランは2013年に安倍内閣によって取り消された。
- 2020年3月30日、政府は地球温暖化対策推進本部において、パリ協定 で義務付けられている「国が貢献する目標（NDC）」を決定した。内容は「我が国は、2030年度までに2013年度比－26％（2005年度比-25.4％）の水準にする削減目標を確実に達成することを目指す。また、我が国は、この水準にとどまることなく、中期・長期の両面で温室効果ガスの更なる削減努力を追求していく。」である[36]。

- 2020年8月、イギリスの気候変動シンクタンクであるインフルエンス・マップは、日本経済団体連合会（経団連）に所属するごく一部（日本のGDPの10%）の電力、鉄鋼、自動車、セメント、電気機械、化石燃料産業による火力発電の増強を求める強力なロビー活動が反映されているため、日本の気候政策はIPCCやパリ協定の目標と一致しないと評価した[37]。医療・小売・金融・物流・建設、不動産産業の多数の企業（日本のGDPの70%）は100%再生可能エネルギー目標を掲げており、また日本政府に温室効果ガス排出削減目標の引き上げを求めているが、それらの業種は日本の気候政策にさほど関与できていないという[37]。
- 菅総理大臣（当時）は、2020年10月26日、所信表明演説において、「我が国は、2050年までに、温室効果ガスの排出を全体としてゼロにする、すなわち2050年カーボンニュートラル、脱炭素社会の実現を目指す」ことを宣言した。
- 2021年10月22日に2050年カーボンニュートラルに向けた基本的な考え方等を示す「パリ協定に基づく成長戦略としての長期戦略」を閣議決定し、国連へ提出した[38][39]。内容は以下のとおりである。
  - 基本的な考え方は「地球温暖化対策は経済成長の制約ではなく、経済社会を大きく変革し、投資を促し、生産性を向上させ、産業構造の大転換と力強い成長を生み出し、その鍵となるもの。」である。
  - 排出削減対策・施策として、エネルギー分野では、「再エネ最優先原則」、「徹底した省エネ」、「電源の脱炭素化/可能なものは電化」、「水素・アンモニア・原子力などあらゆる選択肢を追求」を、産業分野では、「徹底した省エネ」、「熱や製造プロセスの脱炭素化」を、運輸分野では、「2035年乗用車新車は電動車100％」、「電動車と社会システムの連携・融合」を、地域・くらし分野では、「地域課題の解決・強靭で活力ある社会」、「地域脱炭素に向け家庭は脱炭素エネルギーを作って消費」を挙げている。
  - 吸収源対策では、2021年6月15日に閣議決定された「森林・林業基本計画」に基づいて、国土の約7割を占める森林の適正な管理と森林資源の持続的な循環利用に一層推進や森林・林業・木材産業によるグリーン成長の実現を挙げている。また、農地などの土壌への炭素貯留の推進や都市緑化、大気中からの二酸化炭素直接回収（DACCS：Direct Air Capture with Carbon Storage）の活用を挙げている。
  - 分野を超えて重点的に取り組む横断的施策としては、「イノベーションの推進」、「グリーン・ファイナンスの推進」、「ビジネス主導の国際展開・国際協力」、「予算（グリーンイノベーション基金）」、「税制」、「規制緩和・標準化」、「成長に資するカーボンプライシング」、「人材育成」、「気候変動適応によるレジリエントな社会づくりとの一体的な推進」、「政府及び地方公共団体の率先的取組」、「科学的知見の充実」を挙げている。

- 2021年4月22日、政府は地球温暖化対策推進本部の決定を踏まえ、米国主催機構サミット（オンライン開催）において、2050年カーボンニュートラルと整合的で野心的な目標として、2030年度に温室効果ガスを2013年度から46％削減することを目指すこと、さらに50%の高みに向け挑戦を続けることを表明した。その後、2021年10月22日に地球温暖化対策推進本部において新たな削減目標を反映したNDCを決定し、国連へ提出した[40]。

## 民間レベルでの活動
- ドイツの産業界は炭素の価格に応じた影響を分析したレポート[41]を作成し、政策提言を行っている[42]。エネルギーコストの増加など様々な影響に対する配慮を求めてはいるものの、政府の挑戦的目標を「はっきりと」(expressly)支持する、と表明している(P.45)。このレポートでは排出権取引、炭素税、固定価格買い取り制度（フィードインタリフ制度）、各種の規制などの政策の効果や影響も織り込まれている。特に鉄鋼産業などについては、競争力維持の観点から、政策面での国際協調の重要性が指摘されている。

- 日本の経団連は炭素税（環境税）や排出権取引などの導入に反対してきた[43]が、排出権取引については2008年はじめに容認の姿勢に転換した[44]。しかし目標達成までの具体的道筋を提案するまでには至っていない。

- 2008年1月、IPCCのラジェンドラ・パチャウリ議長は個人ができる対策として、二酸化炭素を大量に排出することになる肉の消費を減らし、自転車を使い、必要なものだけを買うことだと述べた[45]。

- ホッケースティック曲線を作成した気候学者であるマイケル・E・マン（英語版）は、個人の対策には限界があるため、政治（投票）による社会構造の変化も後押しする必要があると述べている[46]。

## 日本における活動
日本においては、京都議定書の約束期間に突入しても削減公約とは逆に1990年比で排出量を増やすなどしており、対策の弱さが国内外から指摘されている。
- 2008年5月、国立環境研究所などが中心となって「低炭素社会に向けた12の方策」[47]を発表し、日本でも1990年比で温暖化ガスの排出量を70%削減できるポテンシャルがあることを指摘している。
- 2009年1月に温室効果ガス観測衛星"いぶき"を打ち上げ、米国の衛星と共にCO2やメタンの排出を宇宙より観測する予定である。